# NGC 1001
NGC 1001 este o galaxie spirală situată în constelația Perseu. A fost descoperită în 8 decembrie 1871 de către Édouard Stephan⁠(d). Se află la o distanță de 63,33 de megaparseci de Pământ.